# Sexarbetares rättigheter

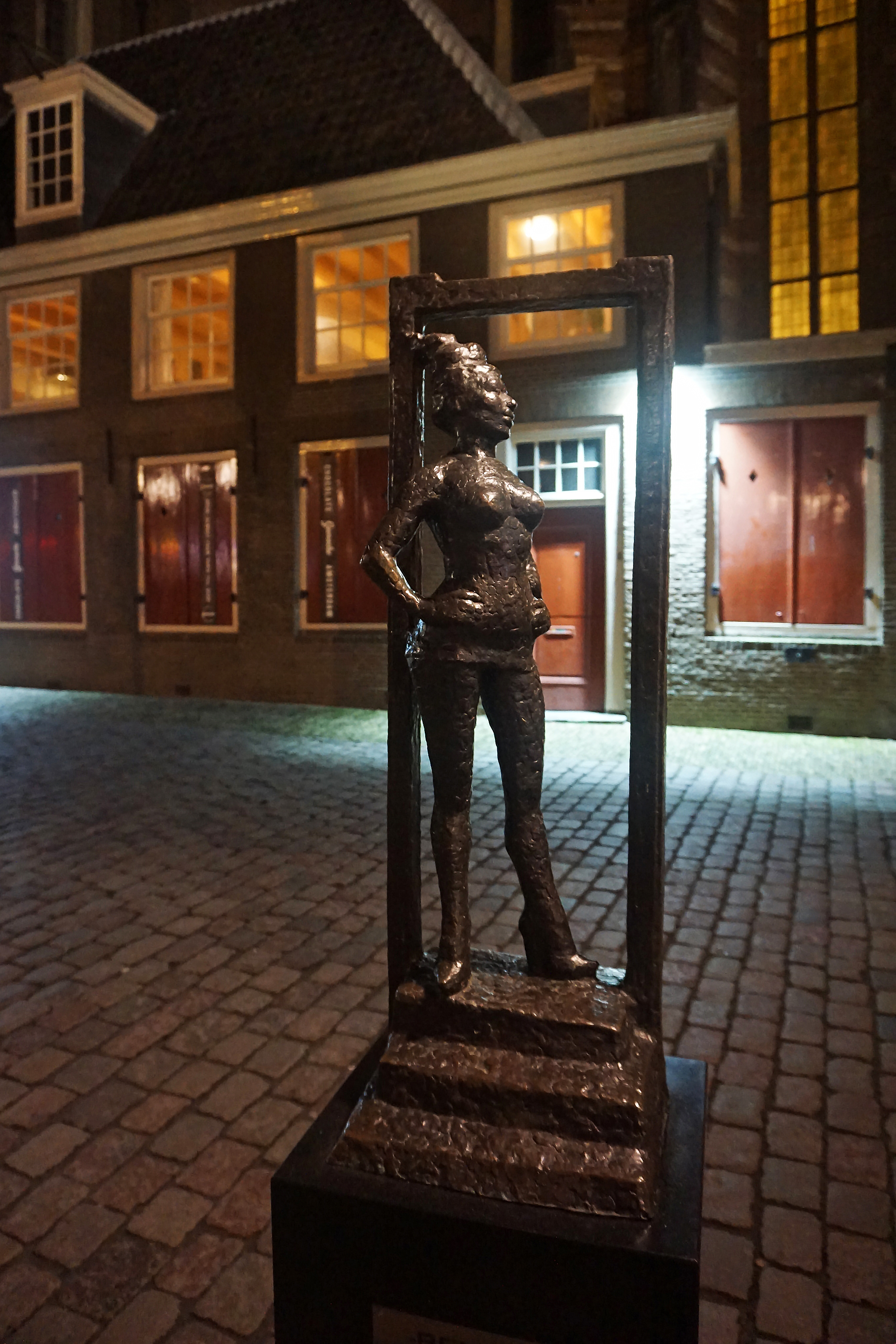
Bronsstatyn Belle i Amsterdams prostitutionsstråk De Wallen, placerad framför Oude Kerk. Statyn (skapad av skulptrisen Els Rijerse) avtäcktes i mars 2007 och bär inskriptionen "RESPECT SEXWORKERS ALL OVER THE WORLD" ('Respektera sexarbetare i alla länder').

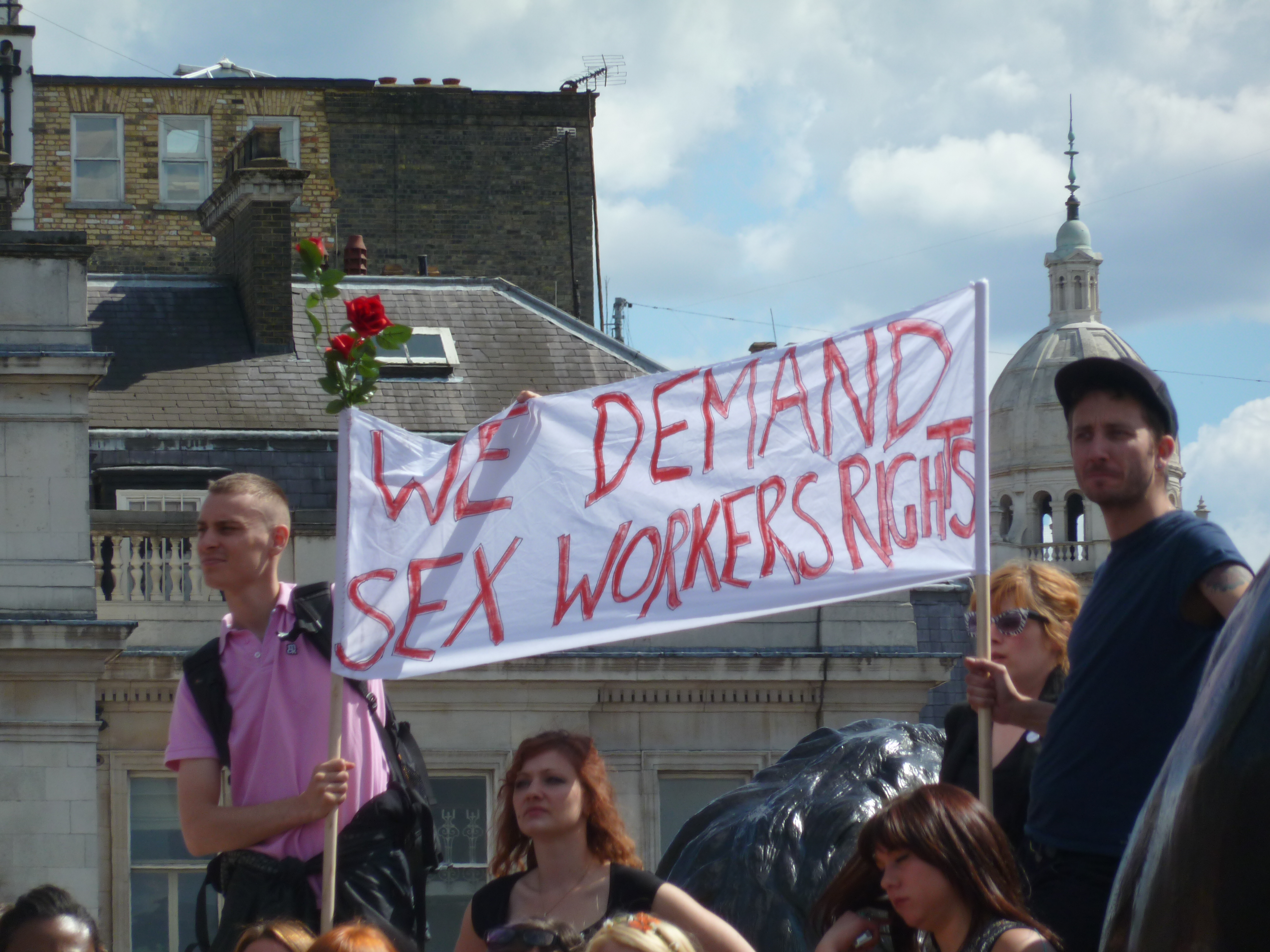
Demonstration för sexarbetares rättigheter i London i England, 2011.

Sexarbetares rättigheter omfattar en strävan att nå eller skydda mänskliga rättigheter, rätten till hälso- och sjukvård och arbetsrätt för sexarbetare och deras kunder. De tänkta målen är varierande men syftar generellt på legalisering eller avkriminalisering av sexarbete. Det handlar även om att avlägsna det sociala stigmat kring sexarbete, samt dess reglering och tryggande av rättvis behandling av alla personer inom sexbranschen gentemot rättsliga och kulturella institutioner på lokal och internationell nivå.

## Historik och omfattning
Rörelsen kring prostituerades rättigheter upplevde ökat organiserande och engagemang efter 1975 års uppmärksammade strejk bland franska prostituerade (se internationella sexarbetardagen). Med utgångspunkt från denna händelse bildades bland annat English Collective of Prostitutes. 1985 antogs World Charter for Prostitutes' Rights, en global stadga med syfte att stödja och skydda grundläggande rättigheter för personer inom sexbranschen.
Termen sexarbete myntades 1978 som ett språkligt verktyg för att organisera en del av arbetsmarknaden. Den omfattar prostituerade/sexarbetare, porrskådespelare, telefonsexarbetare, webbkameramodeller, strippor och striptörer, liksom andra som erbjuder sexuellt relaterade tjänster. Ibland inkluderas även stödpersonal ("tredje part") av typen managers (se koppleri och hallick), agenter, videoproducenter, personal på strippklubbar med mera.
2001 användes för första gången röda paraplyer av sexarbetare, som del av det årets Venedigbiennal. Därefter har det röda paraplyet blivit den främsta symbolen för sexarbetares rättigheter.

## Organiserande

### Utmaningar
Debatten omkring sexarbetets identitet, roll i samhället, möjligheter och risker karakteriseras ofta som en fråga om kvinnors rättigheter, på grund av arbetets tydliga karaktär av "kvinnoyrke". Sådana argument används inte minst av aktivister och politiker som menar att prostitution i grunden handlar om kvinnoförtryck som därför borde avskaffas. Det finns dock många manliga och ickebinära sexarbetare, och många ickebinära sexarbetare vänder sig även till kvinnliga kunder.
De flesta sexarbetare vill inte bli betraktade som brottslingar. De ser därför lagar emot prostitution, pornografi och andra delar av sexbranschen som faktorer som bidrar till våld och övergrepp på deras rättigheter.
I samband med avkriminaliseringen av prostitution/sexarbete i Australiens Northern Territory 2019 identifierades tre arbetsområden för att branschen ska kunna jämställas med andra "normaliserade" näringar:
- Avkriminalisering – att verksamheten, inklusive handeln med sexuella tjänster och nödvändiga kringtjänster, blir fullt laglig
- Skydd för arbetsrätt, tillgång till hälso- och sjukvård och trygg arbetsmiljö
- Frihet från diskriminering – inklusive avskaffat stigma relaterat till sexarbete

Sexuell stigmatisering kan påverka negativt på flera sätt. Transpersoner arbetar oftare med försäljning av sexuella tjänster än icke-transpersoner, bland annat på grund av upplevd diskriminering från det omgivande samhället. I samhället ses ofta prostitution som antingen brottsligt eller omoraliskt, vilket leder till svårigheter att både kunna verka tryggt inom yrket och att kunna lämna yrket.

### Olika länder
Internationellt har sexarbetare organiserat sig med olika framgång, ofta beroende på de olika ländernas lagstiftning kring sexarbete och prostitution. I USA, där prostitution är otillåtet nästan överallt men många andra delar av sexbranschen i praktiken är lagliga, finns eller fanns organisationer som COYOTE, SWOP-USA och BAYSWANN. I Europa finns bland annat ESWA och i Nya Zeeland NZPC, medan en global samarbetsorganisation är NSWP.
I Sverige organiseras sexarbetare bland annat genom Rose Alliance. På statlig svensk nivå ses prostitution som "en del av mäns våld mot kvinnor", något som bland annat förs fram av Jämställdhetsmyndigheten.